# Elegisk distikon
Elegisk distikon (græsk elegeion / ἐλεγεῖον 'elegi' + distikon / δίστιχον 'dobbeltvers') er et klassisk versemål, der udgøres af skiftevis ét heksameter og ét pentameter. Det blev især brugt til forskellige former for lejlighedsdigtning, f.eks. ved symposier og på gravmonumenter.
```
 
– ∪ ∪ – ∪ ∪ – ∪ ∪ – ∪ ∪ – ∪ ∪ – ∪

    
– ∪ ∪ – ∪ ∪ – – ∪ ∪ – ∪ ∪ –
```

- – = en lang stavelse (på latin og græsk) / en trykstærk stavelse (på dansk m.fl. moderne sprog)
- ∪ = en kort stavelse (på latin og græsk) / en tryksvag stavelse (på dansk m.v.)

De to korte hhv. tryksvage stavelser kan i hvert tilfælde erstattes af én lang hhv. trykstærk stavelse.
Et nylatinsk eksempel, angiveligt digtet af Peder Schumacher (siden Griffenfeld), ved nyheden om at Hannibal Sehested var død på bordel i Frankrig (den første Hannibal drog i romersk oldtid over Alperne og mistede et øje):
Per niveas equitans vetus et novus Hannibal Alpes
Ille oculum, hic animam perdidit inter opus.
– hvilket skanderes således:
Per nive / as equi / tans vetus / et novus / Hannibal / Alpes
Ill(e) ocu / lum, hic ani / mam / perdidit/  inter /  opus
– og kan oversættes sådan:
Hen over snehvide bjerge red Hannibal Ét. – Hvad var prisen?
– Øjet. – Og nummer To? – Livet betalte han med.

Om de obligatoriske og valgfri cæsurer (små pauser) i versene se heksameter og pentameter